# Heinrich Linder
Heinrich Linder (geboren 5. April 1899 in Brambach (Overath); gestorben am 18. Januar 1979 in Bensberg) war 1945 Landrat des Rheinisch-Bergischen Kreises.

## Leben
Linder trat als Sohn des gleichnamigen Vaters, Heinrich Linder, einem Landwirt aus Brambach bei Overath und dessen Ehefrau Anna Katharina Linder, geborene Eisengarten nach dem Besuch der Volksschule am 1. April 1914 eine dreijährige Verwaltungsausbildung auf dem Rathaus in Overath an. Mit deren erfolgreichem Abschluss wurde Linder zum 1. April 1917 als Verwaltungsgehilfe in den Verwaltungsdienst übernommen und blieb in dieser Stellung bis zum 28. Februar 1923. Nach der Beförderung zum Gemeindeobersekretär zum 1. März 1923 beauftragte ihn am 13. März 1923 der Kölner Regierungspräsident kommissarisch mit der Übernahme der Amtsgeschäfte des Overather Bürgermeisters. Der seitens des Gemeinderates im Jahr 1926 gewünschten definitiven Einsetzung Linders als Bürgermeister kam der damalige Landrat des Landkreises Mülheim am Rhein, Matthias Eberhard zuvor, in dem er diesen in die Kreisverwaltung nach Mülheim berief.
Zugleich mit der Auflösung des Kreises Mülheim am Rhein zum 1. Oktober 1932 und dessen gleichzeitiger Zusammenlegung mit dem Kreis Wipperfürth zum neu gebildeten Rheinisch-Bergischen Kreis mit dem künftigen Sitz in Bergisch Gladbach erhielt Linder seine Ernennung zum Verwaltungsdirektor. Nach dem vorzeitigen Rücktrittsgesuch vom 15. März 1933 des bisherigen Landrates Matthias Eberhard, trat Linder zum 1. Mai 1933 in die NSDAP ein (Mitgliedsnummer 2.082.296). Am gleichen Tag übernahm Eberhards Nachfolger, NSDAP-Kreisleiter Julius Mennicken, vertretungsweise die Verwaltung des Kreises.
Bis Kriegsende 1945 leitete Linder das bei der Kreisverwaltung angesiedelte Kriegswirtschaftsamt. Mennicken verlieh Linder, der seit dem 24. Dezember 1940 zugleich dessen Stellvertretung wahrnahm, am 1. September 1942 das Kriegsverdienstkreuz. Am 4. März 1943 folgte, Linder war zwischenzeitlich Kreisbürodirektor geworden, die zweite Stufe des Treuhand-Ehrenzeichens. Linder war zwar Mitglied der Landwehr, aber vom aktiven Kriegsdienst während des Zweiten Weltkriegs als unabkömmlich zurückgestellt.
Nach der Besetzung des Gebietes des Rheinisch-Bergischen Kreises durch Einheiten der Alliierten wurde Linder noch vor der Einrichtung der Militärzonen und der Übergabe des Gebiets in britische Verwaltung bzw. an die britische Militärregierung seitens der amerikanischen Militärregierung am 15. April 1945 in der Nachfolge des belasteten Mennicken als Landrat des Rheinisch-Bergischen Kreises bestellt. Eine Familie aus Bensberg bzw. Frankenforst setzte den örtlichen Kreiskommandanten der Militärregierung aber in Kenntnis, dass auch Linder Mitglied der NSDAP war, woraufhin er am 19. Mai 1945 nach nur sechs Wochen wieder als Landrat abgesetzt wurde. Das eingeleitete Entnazifizierungsverfahren stufte ihn mit Bescheid vom 29. September 1947 als unbelastet (Stufe V) ein. Linder protestierte gegen die Entlassung und widersprach dieser. Nach der Gründung der Bundesrepublik Deutschland im Mai 1949 kam der Kreistag des Rheinisch-Bergischen Kreises in seiner Sitzung vom 28. November 1949 nach Beratung zu dem Schluss, dass Linders Berufung zum Landrat 1945 zu Recht erfolgt sei.
Währenddessen war in Wipperfürth ein Flüchtlings- und Hauptdurchgangslager eingerichtet worden, dessen stellvertretende Leitung Linder seit dem 16. Oktober 1945 ausübte und dessen Leitung ihm zum 1. Dezember 1946 übertragen wurde. Parallel unternahm er weiterhin Bemühungen, an seinen früheren Dienstort, die Kreisverwaltung in Bergisch Gladbach zurückzukehren. Diesen Bestrebungen und Linders Antrag vom 27. Mai 1953 kam der Kreistag am 17. März 1955 nach und berief ihn zum 1. April 1955 zum Verwaltungsdirektor. Als solcher leitete er zunächst kommissarisch die Verwaltung. Von der Beförderung durch Kreistagsbeschluss vom 14. Mai 1959 bis zu seiner Pensionierung zum 30. Juni 1962 fungierte Linder als Kreisdirektor.
Der Katholik Heinrich Linder lebte in kinderloser Ehe mit seiner Frau Lotte (gestorben am 22. Mai 1986).